# 100 відомих гір Японії

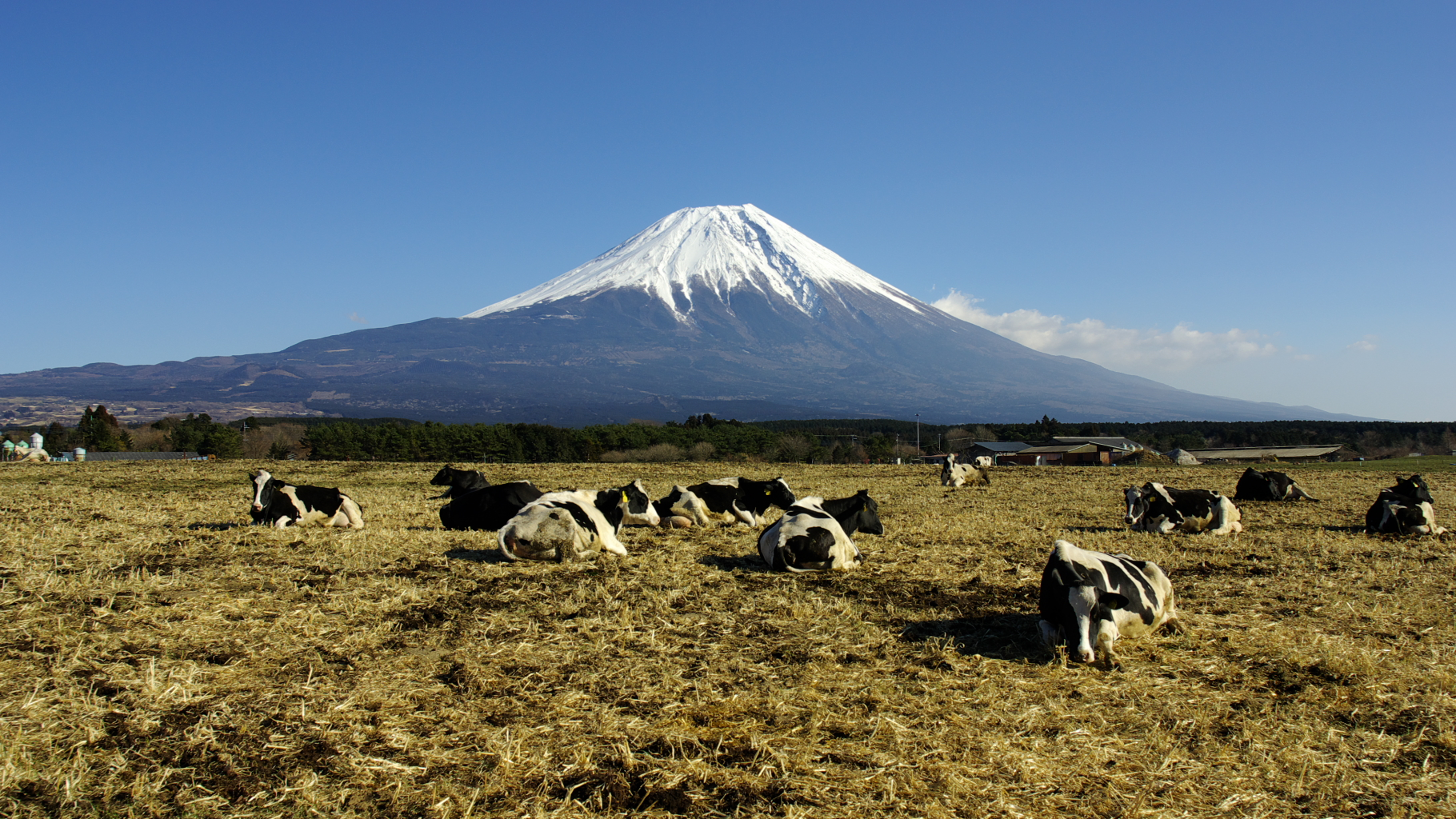
Гора Фуджі (3776 м)

100 відомих гір Японії (яп. 日本百名山, Ніхон хяку-мейдзан) — книга, написана в 1964 році альпіністом і письменником Кюя Фукада. Список став відомим, коли на нього звернув увагу наслідний принц Нарухіто, нині імператор. Список був темою документальних фільмів NHK та інших туристичних книг. Англійське видання "Сто гір Японії" у перекладі Мартіна Гуда вийшло у 2014 році у видавництві Гавайського університету (ISBN 9780824836771).
Повний список (відсортований за регіонами від північного сходу до південного заходу) наведено нижче.

## Історія
Підбірки прославлених гір створювалися ще з періоду Едо. Тані Бунчо прославив 90 гір у 日本名山図会 ( Колекція карт і зображень відомих японських гір ), але серед них були такі невеликі гори, як гора Асама в Ісе, Міе та гора Нокогірі на півострові Босо. Незадоволений таким вибором, Фукуда, який піднявся на багато гір в Японії, вибрав 100 відомих японських гір на основі поєднання витонченості, історії та індивідуальності, крім того, виключивши гори з висотою менше 1 500 м (4 921 фут).
Хоча спочатку книга була невідома лише деяким любителям походів і завзятим читачам, повідомлення про те, що список є однією з улюблених книг принца, підвищили її популярність. Спадкоємний принц - гірський ентузіаст настільки, що навіть є членом альпійського клубу, і, як повідомлялося, його мрією є сходження на вершину кожної гори зі списку.
Починаючи з 1980-х років, серед людей середнього віку спостерігається альпіністський бум.Популяризувався не альпінізм для експертів, який іноді включає скелелазіння, а більш повсякденні піші прогулянки або трекінг для звичайних людей. Однак, завдяки створенню більшої кількості гірських будиночків і стежок, а також вдосконаленню альпіністських технологій, стало можливим підніматися на гори, які раніше вважалися дуже важкодоступними.
Список став популярним, і все більше і більше людей обирали гори з книги для сходжень. Наслідуючи принца Нарухіто, багато людей також поставили собі за мету підкорити кожну вершину зі списку.
Популяризувати список допомогли програми про альпінізм на NHK. Телеканал показав документальний фільм про підкорення гір зі списку одну за одною, а також підручник з альпінізму Рамбо Мінамі для людей середнього віку. Вони здобули широку популярність, а список став широко відомим. Відтоді з'явилися списки 200 і 300 гір, списки сотень гір у різних місцевостях, а також список 100 квіткових гір.
У 2002 році був встановлений новий рекорд, коли всі гори були пройдені за 66 днів. У 2007 році він був побитий новим рекордом - 48 безперервних днів.  У 2014 році цей термін було скорочено до 33 днів 

## Критерії відбору
Фукада обрав 100 гір з тих, на які він піднявся, висотою 1 500 метрів і вище, за трьома критеріями: грація, історія та індивідуальність. Щодо висоти існувала певна гнучкість: деякі гори, такі як гора Цукуба та гора Каймон, не входили до списку.
Існує багато різних думок щодо критеріїв відбору. Часто вказують на те, що в списку наголошується на горах в регіоні Чубу. Повідомляється, що Фукада, який походив з префектури Ісікава, виріс, дивлячись на гору Хаку, але він обрав лише 13 гір далі на захід.

## Список по регіонах

### Хоккайдо

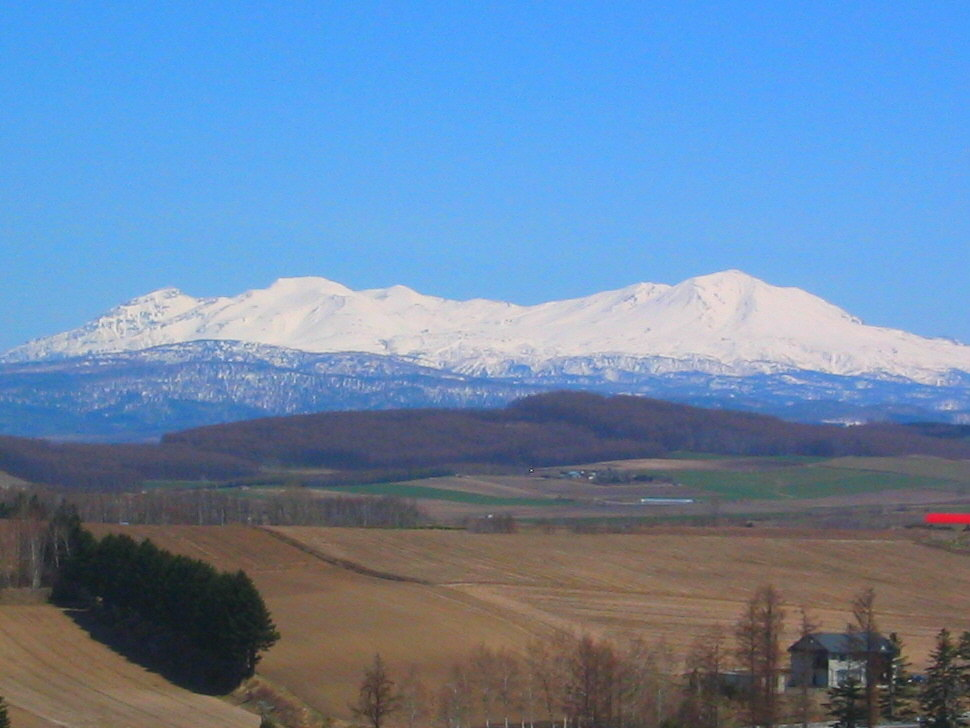
Гора Дайсецу — 2191 м

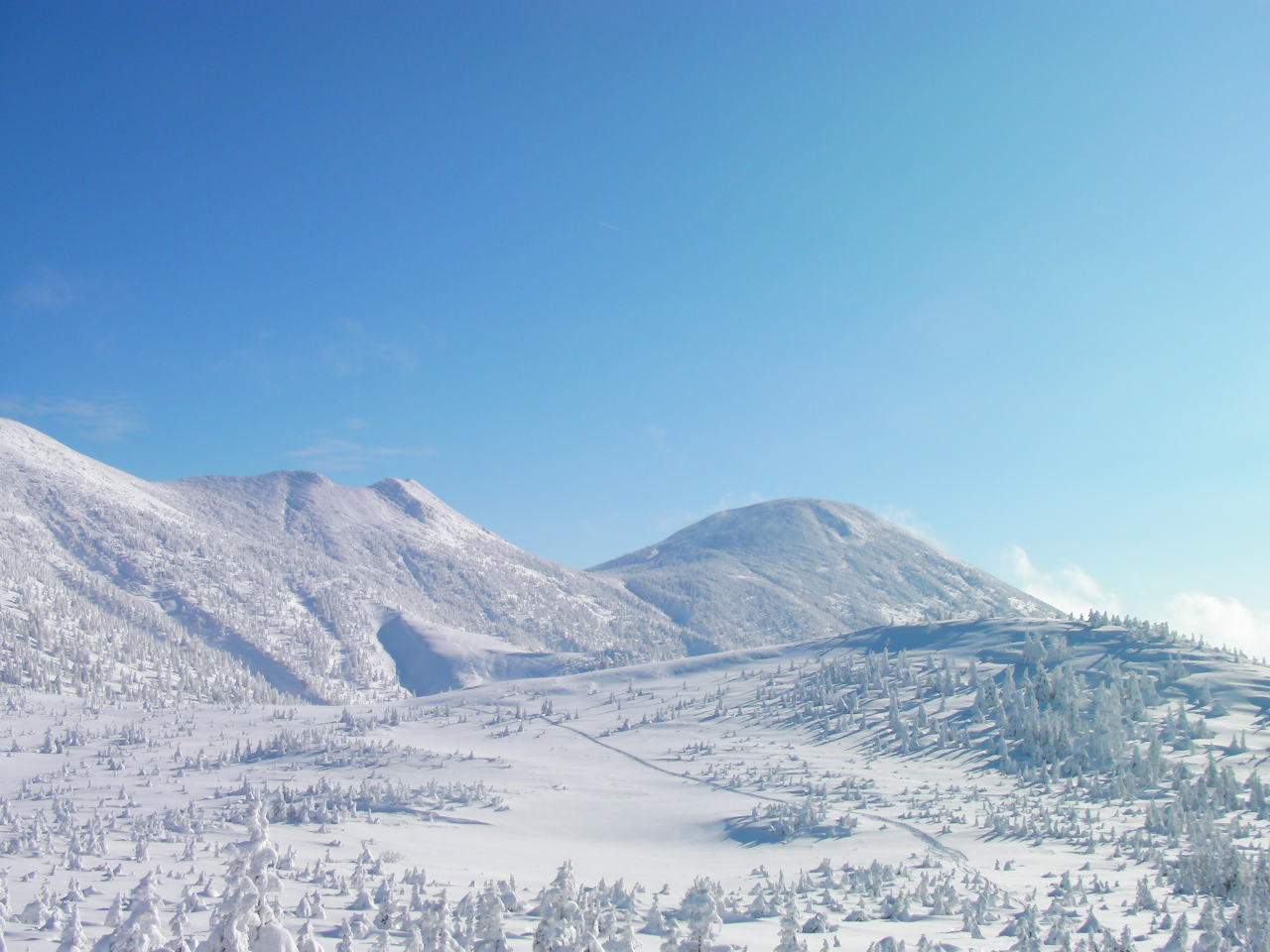
Хаккода — 1584 м

- Вулканічний комплекс Акан (阿寒岳)
- Вулканічна група Дайсецузан (大雪山)
- Гора Порошірі (幌尻岳)
- Гора Раусу (羅臼岳)
- Гора Рісірі (利尻岳)
- Гора Шарі (斜里岳)
- Гора Токачі (十勝岳)
- Гора Томурауші (トムラウシ山)
- Гора Йотей (羊蹄山)
- Гора Асахі (朝日岳)

### Регіон Тохоку
- Гора Адатара (安達太良山)
- Гора Айдзу-Комагатаке (会津駒ヶ岳)

- Гора Азума (吾妻山)
- Гора Бандай (磐梯山)
- Гора Чокай (鳥海山)
- Гора Гассан (月山)
- Гора Хачімантай (八幡平)
- Хаккода (八甲田山)
- Гора Хаячін (早池峰山)
- Гора Хіучігатаке (燧ヶ岳)
- Гора Айде (飯豊山)
- Гора Івакі (岩木山)
- Гора Івате (岩手山)
- Гора Дзао (蔵王山)

### Регіон Канто

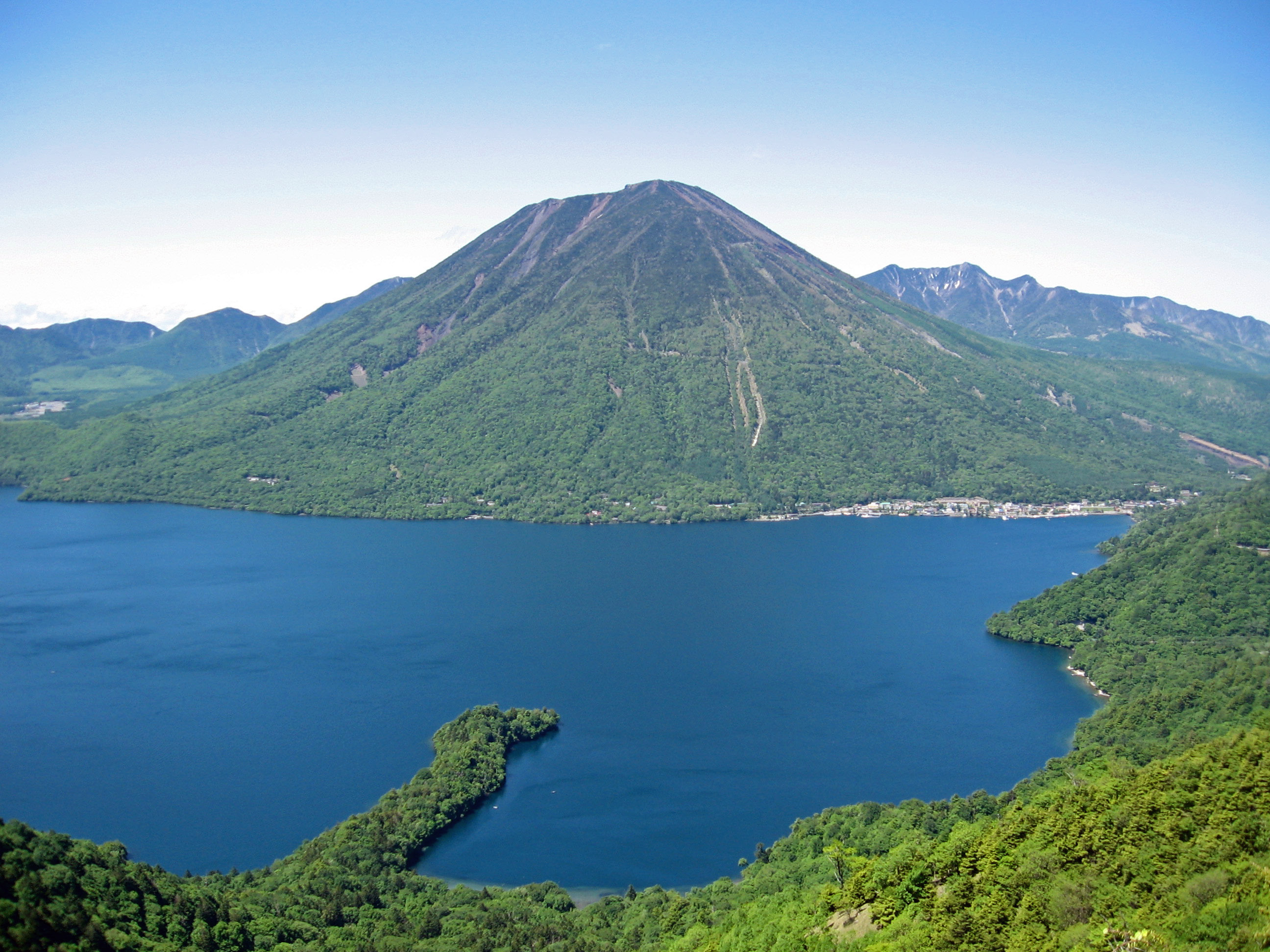
Гора Нантай — 2486 м

- Гора Акагі (赤城山)
- Гора Асама (浅間山)
- Гора Азумая (四阿山)
- Гора Хірагатаке (平ヶ岳)
- Гора Хотака (武尊山)
- Гора Кумоторі (雲取山)
- Гора Кусацу-Шіране (草津白根山)
- Гора Нантай (男体山)
- Гора Насу (那須岳)
- Гора Нікко-Шіране (日光白根山)
- Гора Рьокамі (両神山)
- Гора Шибуцу (至仏山)
- Гора Сукай (皇海山)
- Гора Танігава (谷川岳)
- Гора Танзава (丹沢山)
- Гора Цукуба (筑波山)

### Регіон Чубу
- Гора Айно (間ノ岳)
- Гора Акайсі (赤石岳)
- Гора Амагі (天城山)
- Гора Амаказарі (雨飾山)
- Гора Дайбосацу (大菩薩岳)
- Гора Ена (恵那山)
- Гора Фуджі (富士山)
- Гора Горю (五竜岳)
- Гора Хаку (白山)
- Гора Хідзірі (聖岳)
- Гора Хіуті (火打山)
- Гора Хоу (鳳凰山)

- Гора Хотака (穂高岳)
- Гора Йонен (常念岳)
- Гора Кайкома (甲斐駒ヶ岳)
- Гора Каса (笠ヶ岳)
- Гора Касімаярі (鹿島槍ヶ岳)
- Гора Кінпу (金峰山)
- Гора Кірігамін (霧ヶ峰)
- Гора Кісокома (木曾駒ヶ岳)
- Гора Кіта (北岳)
- Гора Кобуші (甲武信ヶ岳)

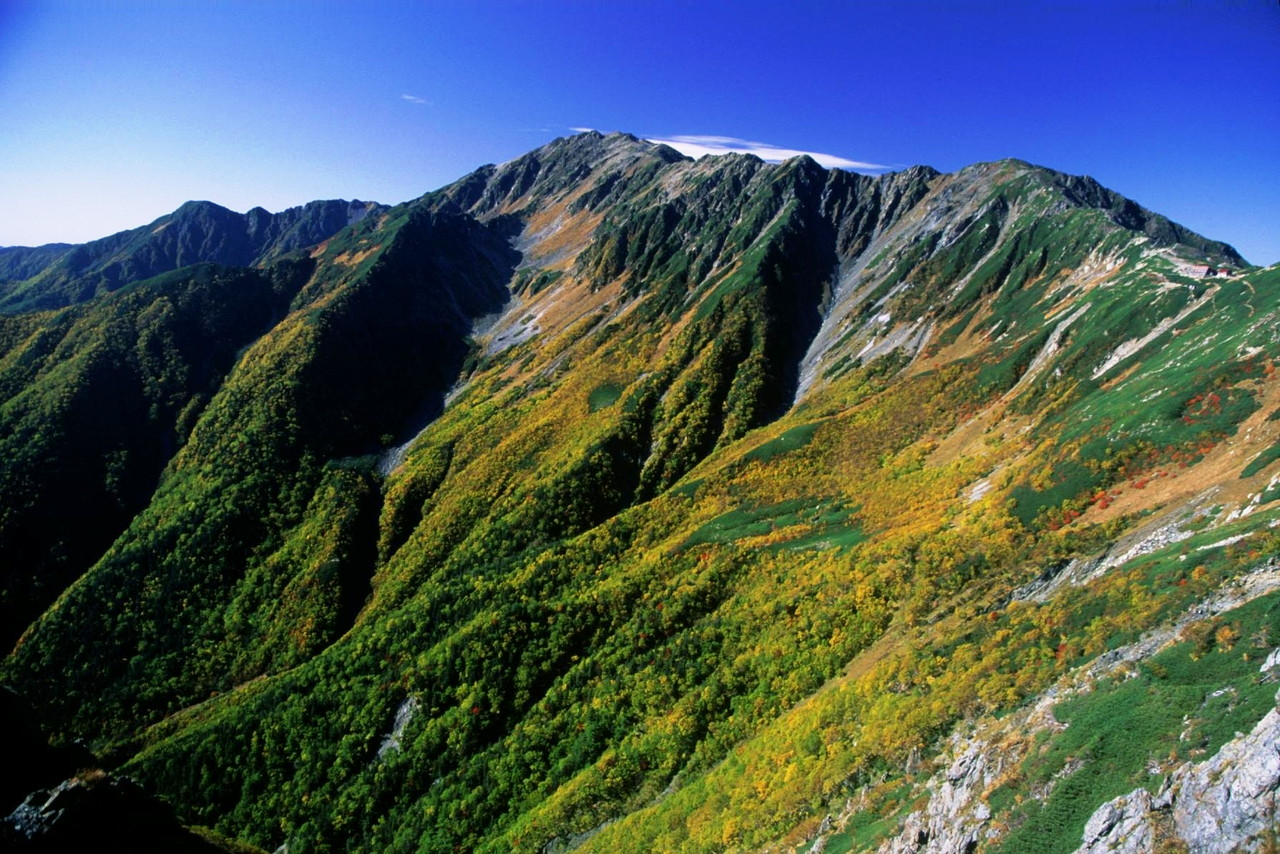
Гора Айно — 3189 м

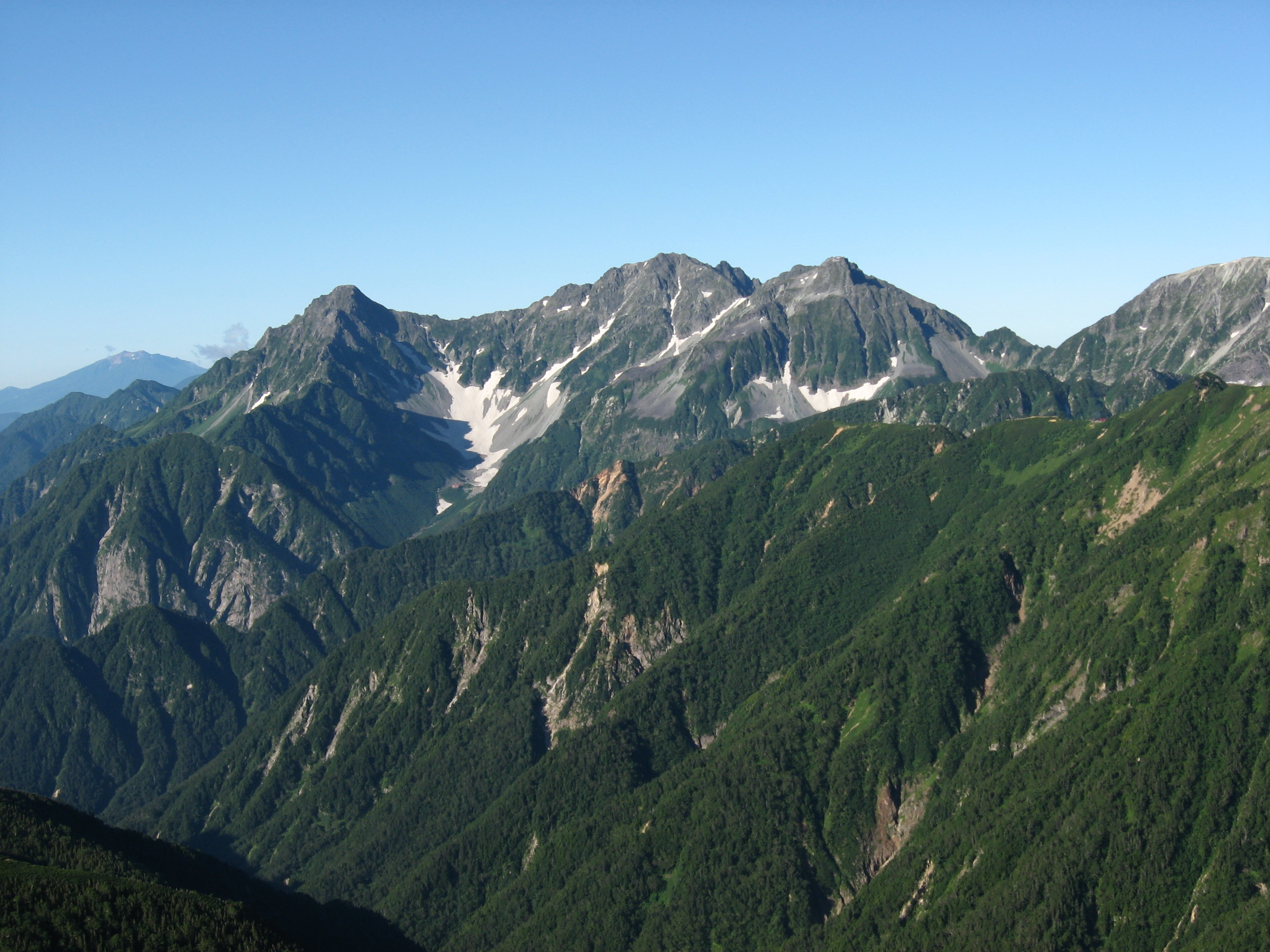
Гора Хотака — 3190 м

- Гора Куро (黒岳), також відома як гора Суйсьо (水晶岳)
- Гора Куробегоро (黒部五郎岳)
- Гора Макіхата (巻機山)
- Гора Мізугакі (瑞牆山)
- Гора Myōkō (妙高山)
- Гора Наеба (苗場山)
- Гора Норікура (乗鞍岳)
- Гора Онтаке (御嶽山)
- Гора Сенджо (仙丈ヶ岳)
- Гора Шіомі (塩見岳)

- Гора Шірума (白馬岳)
- Гора Такацума (高妻山)
- Гора Татешина (蓼科山)
- Гора Татеяма (立山)
- Гора Текарі (光岳)
- Гора Цуругі (剱岳)
- Гора Уонума-Комагатаке (魚沼駒ヶ岳)
- Гора Уцугі (空木岳)

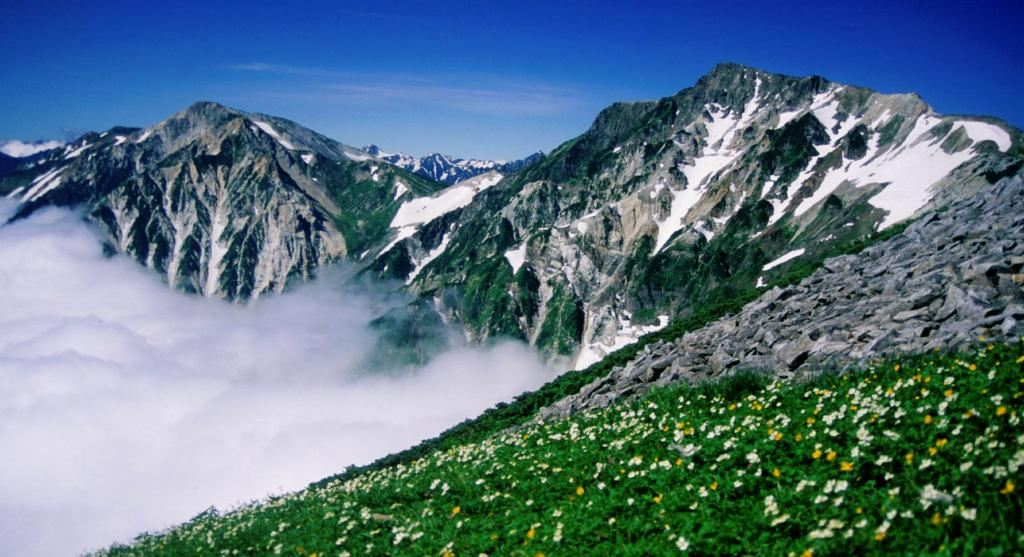
Гора Шірума — 2932 м

- Гора Варусава (悪沢岳), також відома як гора Аракава (荒川岳)
- Гора Вашіба (鷲羽岳)
- Гора Яке (焼岳)
- Гора Якуші (薬師岳)
- Гора Ярі (槍ヶ岳)
- Яцугатаке (八ヶ岳)
- Нагір'я Уцукусігахара (美ヶ原)

### Західна Японія

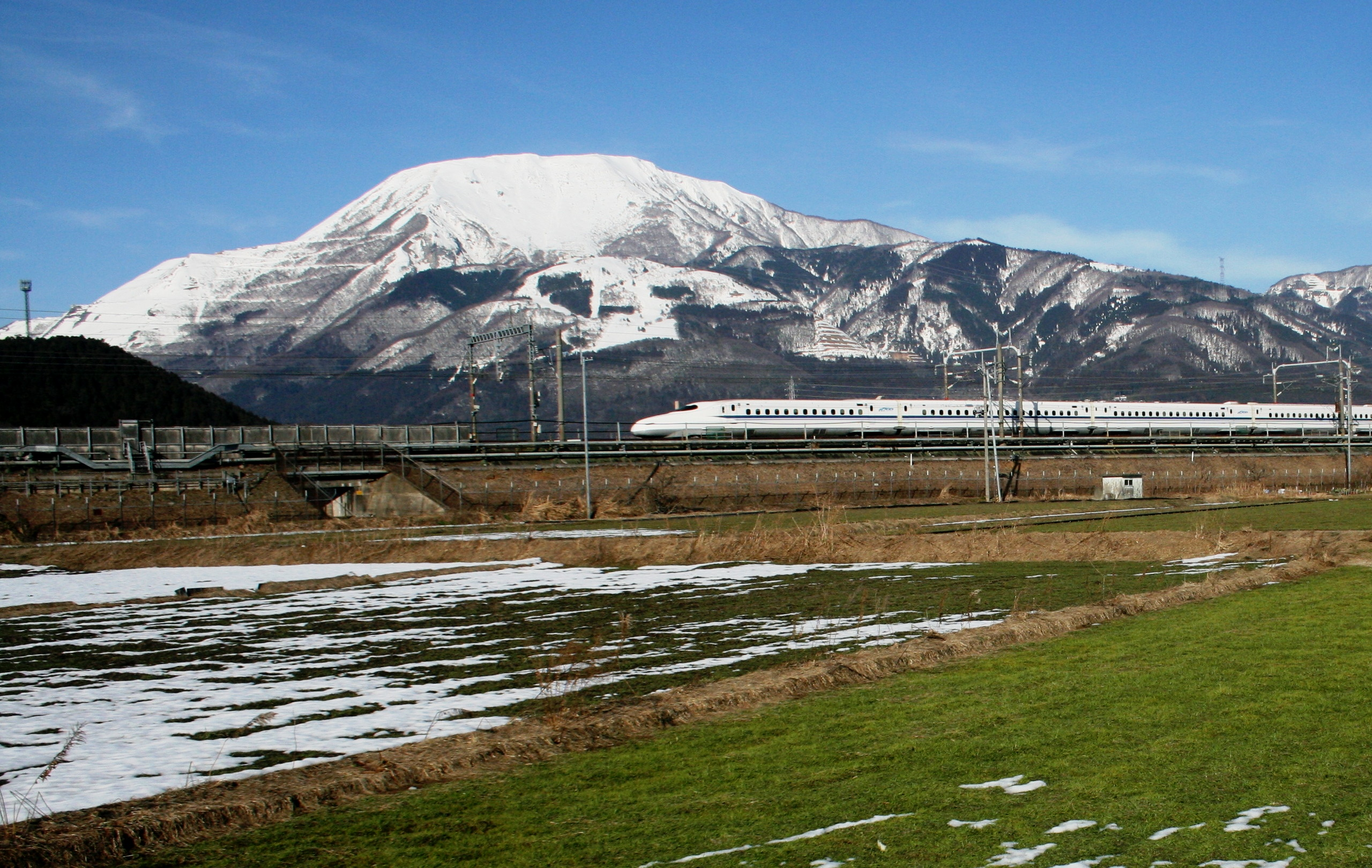
Гора Ібукі — 1377 м

- Гора Арасіма (荒島岳)
- Гора Асо (阿蘇山)
- Гора Дайсен (大山)
- Гора Ібукі (伊吹山)
- Гора Ісідзуті (石鎚山)
- Гора Каймон (開聞岳)
- Гора Кірісіма (霧島山)
- Гора Куджу (九重山) або Коконое
- Гора Міяноура (宮之浦岳)
- Гора Одайгахара (大台ヶ原山)
- Гора Оміне (大峰山)
- Гора Собо (祖母山)
- Гора Цуругі (剣山)

## Дивись також
- Список гір Японії

## Зовнішні посилання
Сто гір Японії